# 信貴山急行電鉄

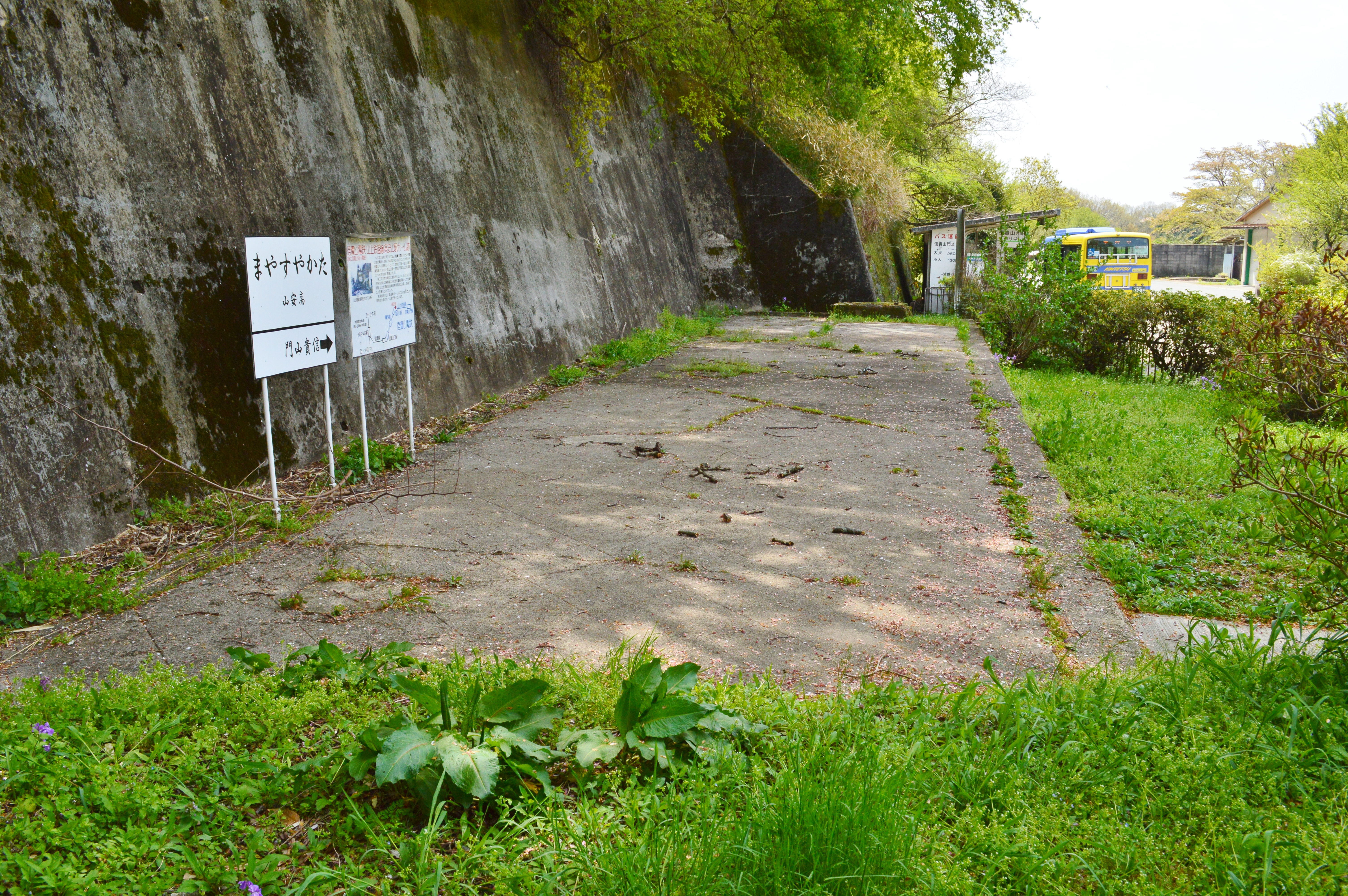
鉄道線高安山駅ホーム跡

信貴山急行電鉄（しぎさんきゅうこうでんてつ）は、大阪府中河内郡高安村（現在の八尾市）において普通鉄道・鋼索鉄道（ケーブルカー）を運営していた鉄道事業者である。近畿日本鉄道（近鉄）の前身となる大阪電気軌道（大軌）の系列会社で、後に近鉄に統合された。
同社が運営していた鉄道線は、ケーブルカーで登った山の上を走るという、スイスなどでは例があるものの日本では唯一のもので、「山上鉄道線」「信急平坦線」「平坦線」とも呼ばれていた。本項では、主にこの鉄道線（平坦線）について記述する。

## 歴史
元々、信貴生駒電気鉄道が王寺駅 - 山下駅（現、信貴山下駅）間の鉄道線（現、近鉄生駒線）と山下駅 - 信貴山駅間の鋼索線（後に近鉄東信貴鋼索線となり、1983年に廃止）を1922年（大正11年）に開業させたのに対抗して、大阪から大軌の路線を経由してより短距離で信貴山へ行ける路線の建設を目論んで設立されたのが同社である。大軌によって1930年（昭和5年）に桜井線（現、近鉄大阪線）から分岐する形で信貴線が麓の信貴山口駅まで開業したのと同時に、信貴山口駅 - 高安山駅間の鋼索線と、高安山駅 - 信貴山門駅の鉄道線（平坦線）を開業させた。
信貴山門からさらに三郷町勢野までの鉄道敷設免許が存在したが、1931年（昭和6年）に起業廃止となった。
折からの不況の影響で開業時から営業成績は悪く、1938年（昭和13年）には大軌に経営を委任するが、太平洋戦争中の1944年（昭和19年）1月7日に同社が運営していた路線は不要不急線に指定され休止された。そして同年4月1日には大軌の後身の関西急行鉄道（関急、のちの近鉄）に合併され解散した。
戦後は近鉄が休止状態の路線を引き継ぎ、鋼索鉄道線は1957年（昭和32年）に復活し近鉄西信貴鋼索線となり現在も営業を続けているが、鉄道線（平坦線）に関してはそのまま廃線となった。その廃線部分は有料道路「信貴生駒スカイライン」の一部に転用され、近鉄バスがケーブルカーに接続して運行されている。

### 年表
- 1927年（昭和2年）1月 信貴山ケーブルが大阪府中河内郡南高安村大字恩智から奈良県生駒郡三郷村大字南畑に至る索道の免許を受ける（未開業）[5]。
- 1928年（昭和3年）
  - 1月24日 信貴山電気鉄道が大阪府中河内郡中高安村大字山畑から奈良県生駒郡三郷村大字勢野に至る免許を受ける（一部鋼索線）[3][5][6]。
  - 5月19日 信貴山電気鉄道設立。信貴山電鉄に社名変更[7][5]。資本金75万円、大阪電気軌道のほか信貴生駒電鉄も出資[5]。本社を大阪市天王寺区上本町六丁目の大軌ビル内に置く。
  - 11月6日 信貴山ケーブルを吸収合併[5]。資本金110万円に増資。
- 1930年（昭和5年）12月15日 鋼索線の信貴山口 - 高安山間、鉄道線の高安山 - 信貴山門間が、大軌信貴線と同時に開業[8][9]。
- 1931年（昭和6年）
  - 10月29日 信貴山急行電鉄に社名変更[5][10]。
  - 12月3日 信貴山門 - 勢野間の起業廃止[3][4][11]。
- 1932年（昭和7年）11月4日 5号電車が高安山駅車止めに衝突[12]。
- 1937年（昭和12年）9月26日 6号電車が谷底に転落し車体を大破。人的被害不明。
- 1938年（昭和13年）8月1日 大軌に運営を委託[4]。鋼索線を信急鋼索線、鉄道線を信急平坦線と称し、両線を信急線と総称[13]。
- 1944年（昭和19年）
  - 1月7日 信急鋼索線・信急平坦線を不要不急線として休止[4]
  - 4月1日 大阪電気軌道（大軌）の後身の関西急行鉄道（関急）に合併[4]。
  - 6月1日 関急が南海鉄道（南海）と合併し、近畿日本鉄道（近鉄）発足。
- 1957年（昭和32年）
  - 3月12日 信急平坦線を廃止[14]（バス代替輸送[15]）。
  - 3月21日 信急鋼索線を信貴鋼索線として営業再開[14][15]（1964年に西信貴鋼索線と改称）。

## 路線データ
1933年10月時点

### 鋼索線
- 路線距離（営業キロ）：1.3km
- 軌間：1067mm
- 駅数：2駅（起終点駅含む）

### 鉄道線（平坦線）
- 路線距離（営業キロ）：2.1km
- 軌間：1067mm
- 複線区間：全線（単線並列で2本とも上下方向に運行可能であった）
- 電化区間：全線（直流600V）変電所設備はなく大軌信貴線より供給
- 駅数：2駅（起終点駅含む）

## 運行概要
1933年10月7日改正当時
列車本数
上本町駅 - 信貴山口駅間の大軌電車に接続して、5時 - 23時台に終日各線30分間隔で運行
所要時間
信貴山口 - 高安山間7分、高安山 - 信貴山門間6分、高安山駅での接続時間2分。上本町 - 信貴山門間は乗り継ぎで40 - 45分

## 駅一覧
- 1937年（昭和12年）10月1日現在[16]

| 路線       | 駅名       | 駅間 キロ | 営業 キロ                        | 接続路線             | 所在地               |
| ---------- | ---------- | --------- | -------------------------------- | -------------------- | -------------------- |
| 鋼索線     | 信貴山口駅 | -         | 0.0                              | 大阪電気軌道：信貴線 | 大阪府中河内郡高安村 |
| 鋼索線     | 高安山駅   | 1.3       | 1.3                              |                      | 大阪府中河内郡高安村 |
| 平坦線     | 高安山駅   | 1.3       | 1.3                              |                      | 大阪府中河内郡高安村 |
| 信貴山門駅 | 2.1        | 3.4       | 信貴生駒電鉄：鋼索線（信貴山駅） | 奈良県生駒郡三郷村   |                      |

## 輸送・収支実績
| 年度 | 平坦線乗客（人） | 鋼索線乗客（人） | 営業収入（円） | 営業費（円） | 益金（円） | その他益金（円） | その他損金（円）        | 支払利子（円） |
| ---- | ---------------- | ---------------- | -------------- | ------------ | ---------- | ---------------- | ----------------------- | -------------- |
| 1930 | 129,321          | 129,321          | 47,159         | 22,662       | 24,497     |                  |                         | 14,073         |
| 1931 | 316,799          | 317,720          | 103,927        | 74,515       | 29,412     | 土地34,411       | 雑損1,830               | 33,193         |
| 1932 | 298,848          | 299,762          | 98,708         | 46,258       | 52,450     |                  | 遊園地520償却金3,104    | 53,158         |
| 1933 | 356,789          | 360,469          | 106,912        | 46,916       | 59,996     | 土地328          | 雑損償却金9,004         | 46,407         |
| 1934 | 358,517          | 362,564          | 107,495        | 50,020       | 57,475     |                  | 雑損償却金13,407        | 37,867         |
| 1935 | 380,321          | 384,321          | 111,507        | 53,976       | 57,531     |                  | 遊園地3,860償却金13,000 | 33,791         |
| 1936 | 374,938          | 381,469          | 116,406        | 58,319       | 58,087     |                  | 園遊7,365償却金3,000    | 33,554         |
| 1937 | 401,495          | 409,736          | 123,126        | 77,187       | 45,939     |                  | 兼業5,004償却金9,000    | 33,327         |
| 1939 | 456,736          | 463,815          |                |              |            |                  |                         |                |
| 1941 | 530,829          | 548,054          |                |              |            |                  |                         |                |
| 1943 | 405,953          | 428,382          |                |              |            |                  |                         |                |

- 鉄道統計資料、鉄道統計、国有鉄道陸運統計各年度版

## 車両

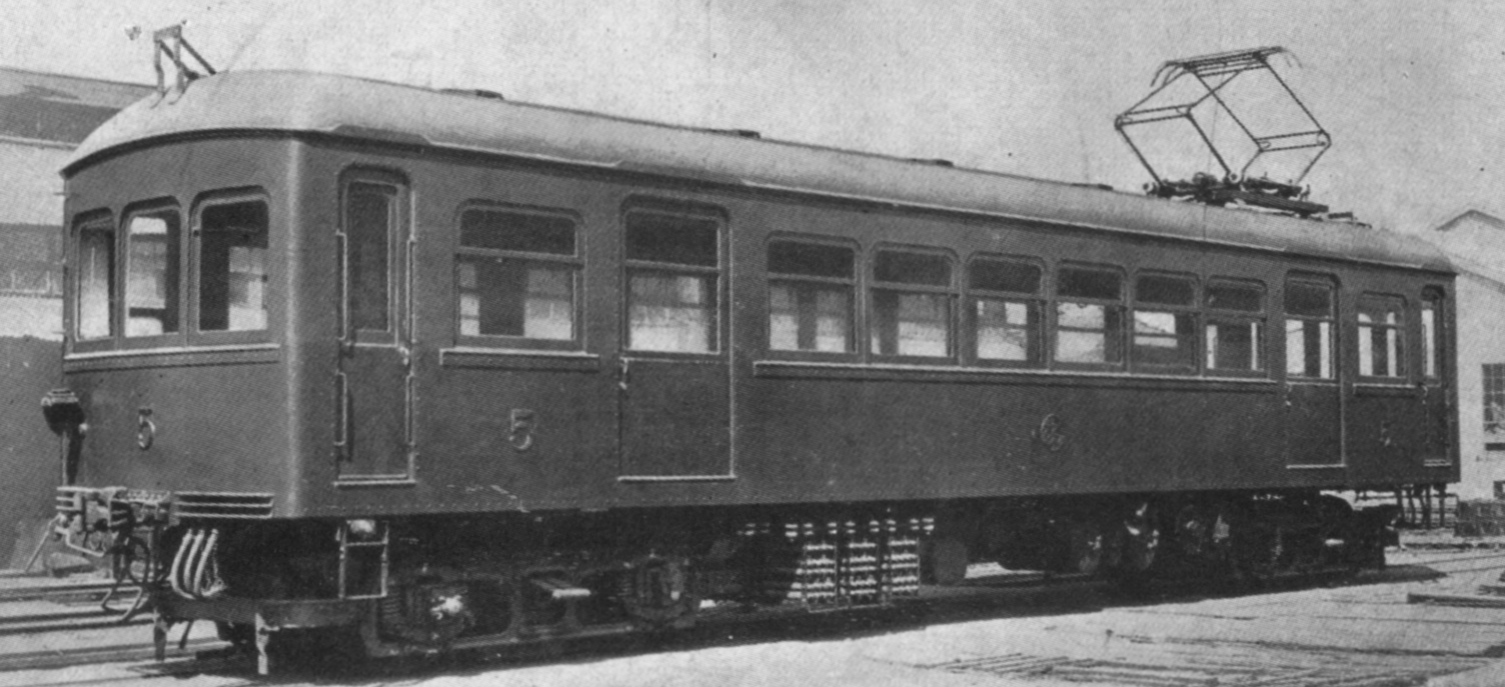
デ5形5

平坦線用としてデ5形5・6・7の3両を日本車輌本店で製造した。運行は1両で十分で2両は予備であった。運用に対し配備数が多いのは他路線と隔絶されており車両工場に持ち込むことが困難だったためである。搬入の際は鋼索線の線路を利用し山上まで担ぎ上げられており、作業時の写真が入った説明板が高安山駅に建てられている。
5号は1932年に高安山駅車止めに衝突して以降1937年に6号が転落事故をおこすまで休車となっていた。
合併により車両は関急に引き取られ、モ5251形として近鉄設立後も南大阪線・伊賀線で引き続き使用された。1977年に廃車となっている（詳細は信貴山電鉄デ5形電車を参照）。
鋼索線用としては1・2の2両を日本車輌本店で製造した（走り装置はテオドル・ベル製）。これらは休止時に廃車解体されている。